# Kanton Laragne-Montéglin
Laragne-Montéglin is een kanton van het Franse departement Hautes-Alpes. Het kanton maakt deel uit van het arrondissement Gap. Het heeft een oppervlakte van 290.96 km² en telt 7801 inwoners in 2017 ; dat is een dichtheid van 27 inwoners/km².

## Geschiedenis
Op 22 maart 2015 werd de gemeente Eyguians overgeheveld naar het kanton Serres. Op diezelfde dag werd het kanton Ribiers opgeheven en werden de gemeenten opgenomen in het kanton Laragne-Montéglin. Hierdoor nam het aantal gemeenten in het kanton toe van 7 naar 13. Op 1 januari 2016 fuseerden Antonaves, Châteauneuf-de-Chabre en Ribiers tot de commune nouvelle Val Buëch-Méouge waardoor het kanton nu nog 11 gemeenten omvat.

## Gemeenten
Het kanton Laragne-Montéglin omvat sinds 2016 de volgende gemeenten:
- Barret-sur-Méouge
- Éourres
- Laragne-Montéglin (hoofdplaats)
- Lazer
- Monêtier-Allemont
- Le Poët
- Saint-Pierre-Avez
- Salérans
- Upaix
- Val Buëch-Méouge
- Ventavon